# SMBC日兴证券
SMBC日兴证券（英語：SMBC Nikko Securities Inc.）是一家日本证券公司，也是日本前五大证券公司之一。其歷史可追溯至1918年。

## 历史

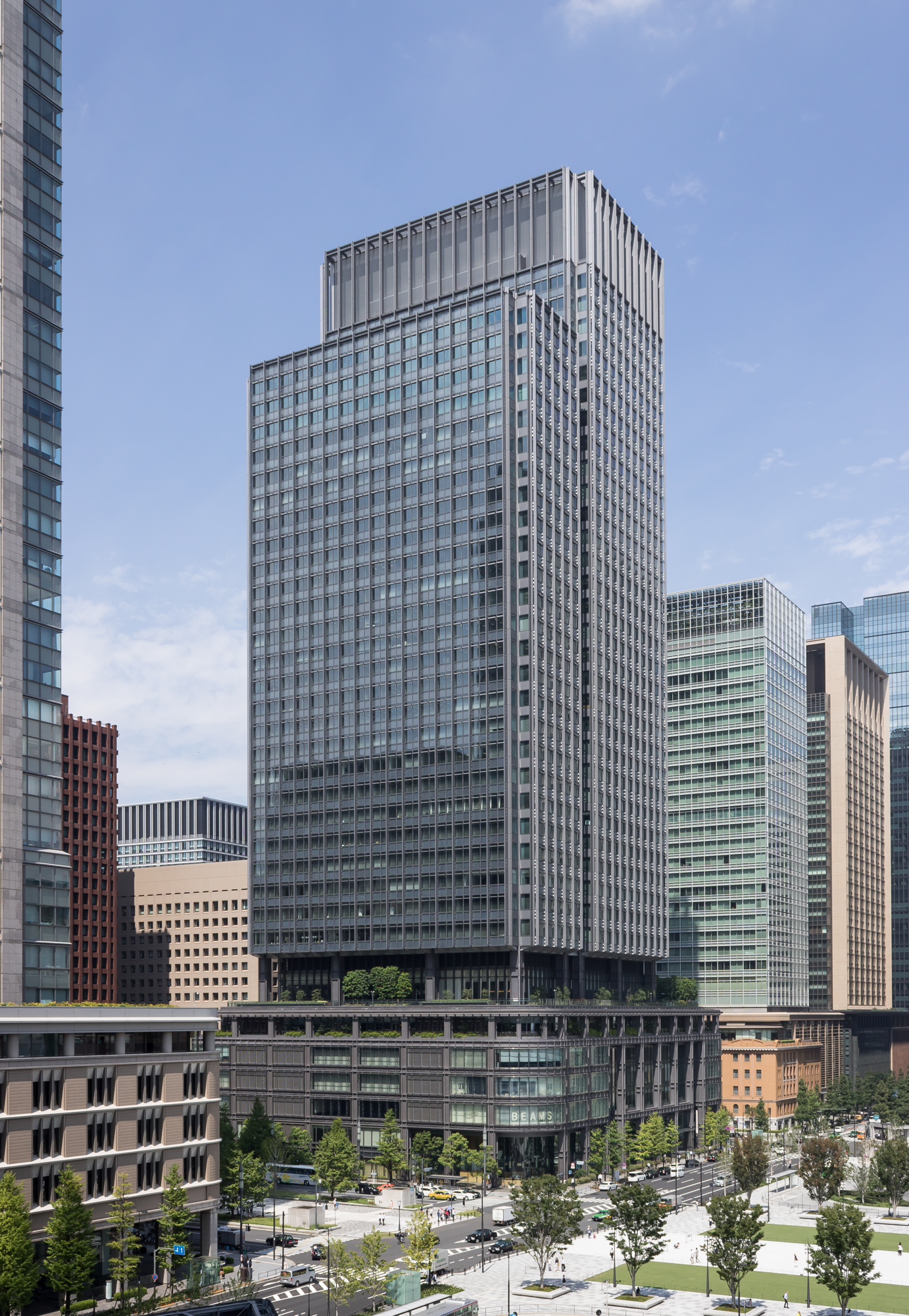
公司总部所在地新丸之內大廈

其前身之一的日興証券和野村證券、大和證券、山一證券並列為日本四大證券。2009年6月15日由旧日兴证券和花旗证券合并而成，2011年4月更名为现在名字，2016年4月1日清水喜彦接替久保哲也担任社长。2016年10月成为三井住友金融集团直属子公司。